# Latacunga (cantão)
Latacunga é um cantão do Equador localizado na província de Cotopaxi.
A capital do cantão é a cidade de Latacunga.